# Persoonsdosismeter
Een persoonsdosismeter is een toestel dat personen als beveiliging bij zich moeten dragen als ze in plaatsen met radioactiviteit werken. De persoonsdosismeter geeft dan aan, aan welke dosis radioactiviteit dus ioniserende straling de persoon in kwestie is blootgesteld. Aan de hand van de meter kunnen gepaste maatregelen bepaald worden. Als de persoonsdosismeter een lage dosis aangeeft, dan zijn geen bijzondere maatregelen nodig. Bij een hogere waarde mag de betroffen persoon gedurende een bepaalde tijd niet meer in een ruimte met radioactiviteit komen. Bij nog hogere waarden kan medische verzorging noodzakelijk zijn.